# Toros Neza
Toros Neza – meksykański klub piłkarski z siedzibą w mieście Nezahualcóyotl, w stanie Meksyk. Funkcjonował w latach 1991–2002, występując na pierwszym i drugim szczeblu rozgrywek – Liga MX i Ascenso MX. Domowe mecze rozgrywał na obiekcie Estadio Neza 86.

## Historia
Drużyna została założona w 1991 roku pod nazwą Toros de la Universidad Tecnológica de Neza (UTN), a jako Toros Neza istniała od roku 1993. W latach 80. była znana jako Deportivo Neza.
W sezonie 1992/93 klub (występujący wtedy pod nazwą Toros UTN) wygrał meksykańską Segunda División i awansował do Primera División. W nowym sezonie występowali już pod nazwą Toros Neza.
Zespół został rozwiązany w 2002 roku. Jego symbolami byli dwaj argentyńscy napastnicy: Antonio Mohamed i Germán Arangio, którzy łącznie rozegrali dla Toros 339 spotkań, zdobywając w nich 103 gole. 
Największy sukces w historii Toros to wicemistrzostwo Meksyku wywalczone w sezonie Verano 1997. W rundzie grupowej drużyna z Nezahualcóyotl pod wodzą trenera Enrique Mezy zajęła pierwsze miejsce. Później dotarła do finału fazy play–off, po drodze eliminując Pumas UNAM łącznym wynikiem 4:3 (3:1, 1:2) oraz Necaxę również 4:3 (1:2, 3:1). W finale uległa Guadalajarze w dwumeczu łącznym wynikiem 2:7 (1:1, 1:6).
W 2011 roku w Nezahualcóyotl w miejsce Toros powstała nowa drużyna, o nazwie Neza FC.